# Microcharon orphei
Microcharon orphei là một loài chân đều trong họ Microparasellidae. Loài này được Cvetkov miêu tả khoa học năm 1977.